# Parasenecio
Parasenecio es un género de plantas herbáceas perteneciente a la familia de las asteráceas. Comprende 88 especies descritas y de estas, solo 70 aceptadas.

## Taxonomía
El género fue descrito por  W.W.Sm. & Small y publicado en Transactions and Proceedings of the Botanical Society of Edinburgh 28: 93–97, pl. 3. 1922.

## Algunas especies aceptadas
A continuación se brinda un listado de las especies del género Parasenecio aceptadas hasta agosto de 2012, ordenadas alfabéticamente. Para cada una se indica el nombre binomial seguido del autor, abreviado según las convenciones y usos.
1. Parasenecio ×cuneata
2. Parasenecio ×shiroumamontana
3. Parasenecio adenostyloides
4. Parasenecio ainsliiflorus
5. Parasenecio amagiensis
6. Parasenecio auriculatus
7. Parasenecio begoniifolius
8. Parasenecio bulbiferoides
9. Parasenecio chenopodiifolius
10. Parasenecio chola
11. Parasenecio cyclotus
12. Parasenecio dasythyrsus
13. Parasenecio delphiniifolia
14. Parasenecio delphiniphyllus
15. Parasenecio deltophyllus
16. Parasenecio farfarifolia
17. Parasenecio firmus
18. Parasenecio forrestii
19. Parasenecio gansuensis
20. Parasenecio hastatus
21. Parasenecio hastiformis
22. Parasenecio hwangshanicus
23. Parasenecio ianthophyllus
24. Parasenecio jiulongensis
25. Parasenecio kangxianensis
26. Parasenecio kiusiana
27. Parasenecio koidzumiana
28. Parasenecio komarovianus
29. Parasenecio koualapensis
30. Parasenecio lancifolius
31. Parasenecio latipes
32. Parasenecio leucocephalus
33. Parasenecio lidjiangensis
34. Parasenecio longispicus
35. Parasenecio maowenensis
36. Parasenecio matsudai
37. Parasenecio maximowicziana
38. Parasenecio monanthus
39. Parasenecio morrisonensis
40. Parasenecio nikomontana
41. Parasenecio nipponica
42. Parasenecio nokoensis
43. Parasenecio otopteryx
44. Parasenecio palmatisectus
45. Parasenecio peltifolia
46. Parasenecio petasitoides
47. Parasenecio phyllolepis
48. Parasenecio pilgerianus
49. Parasenecio praetermissus
50. Parasenecio profundorum
51. Parasenecio quinquelobus
52. Parasenecio roborowskii
53. Parasenecio rockianus
54. Parasenecio rubescens
55. Parasenecio rufipilis
56. Parasenecio shikokiana
57. Parasenecio shiroumensis
58. Parasenecio sinicus
59. Parasenecio souliei
60. Parasenecio subglaber
61. Parasenecio taliensis
62. Parasenecio tebakoensis
63. Parasenecio tenianus
64. Parasenecio tripteris
65. Parasenecio tsinlingensis
66. Parasenecio vespertilo
67. Parasenecio weiningensis
68. Parasenecio xinjiashanensis
69. Parasenecio yakusimensis
70. Parasenecio yatabei